# Luis Graterol Caraballo
Luis Gustavo Graterol Caraballo (Venezuela; 19 de junio de 1965) es un militar venezolano de con el rango militar de general de división de la Guardia Nacional Bolivariana (FANB). Fue ministro del Poder Popular para la Alimentación de Venezuela, sustituyendo al mayor general Hebert García en 2014 y presidente de Conviasa.

## Biografía
Egresó como oficial de comando de la Academia Militar de la Guardia Nacional Bolivariana (AMGNB) de la promoción Batalla de las Queseras del Medio II en el año 1987. Es ascendido en el 2012 por el ex prresidente Hugo Chávez Frías al grado de general de brigada de la Guardia Nacional Bolivariana (GNB), ocupando el N.º 2 en el orden de mérito.
En diciembre de 2011 fue nombrado presidente de Aeropostal Alas de Venezuela, cargo que ocupó por más de un año hasta que en agosto de 2013 es nombrado presidente de Conviasa. el 18 de julio de 2014 ejerce como ministro del Poder Popular para el Transporte Acuático y Aéreo del Gobierno Bolivariano de Venezuela, es designado por el presidente Nicolás Maduro cargo que ocupó hasta el 2 de agosto de 2014, poco menos de un mes.
Entregó los cargos de Presidente de CONVIASA en 2014 y Director del Aeropuerto Internacional de Maiquetía en 2015